# انسجام الغراوي
انسجام عبد الزهرة جواد علي الغراوي (1977 م) نائبة وإعلامية عراقية، تنتمي إلى تيار الحكمة الوطني الذي يترأسه عمار الحكيم. لها برامج تلفزيونية متعلقة بالعدالة الاجتماعية والدفاع عن المرأة والطفل.

## سيرة
ولدت انسجام في 25 حزيران (يونيو) 1977 في بغداد، وتحديدًا في مدينة الصدر حي الأكراد.
حازت بكالوريوس في الإعلام قسم الإذاعة والتلفزيون من جامعة الإمام جعفر الصادق، وهي متزوجة وأم لثلاثة أولاد: علي، وعلا، وزهراء.

## نشاطها الاعلامي
انسجام إعلامية، فهي معدة ومذيعة أخبار ومقدمة برامج، وكانت عملت مخرجة منفذة لبرنامجها النسوي «أنت».
في العام 2006 وعن طريق الصدفة، اقترحت عليها إحدى الإعلاميات أن تقدم برنامجًا دينيًّا لقناة دينية فكانت قناة الفرات الفضائية المحطة الأولى لها. تم قبولها يوم 8 نيسان (أبريل) 2006 كمذيعة إخبارية لا كمقدمة للبرامج حينها. ثم كلفت بإعداد وتقديم برامج دينية واجتماعية وسياسية وثقافية مختلفة.
من خلال نشاطاتها النسويه تم اختيارها كمعدة ومقدمة لبرنامج نسوي يهتم بشؤون المرأة العراقية، ويسلط الضوء على مشاكلها وابداعاتها، وقد حازت درع أفضل برنامج نسوي، وكرّمها اتحاد إذاعات الدول العربية.
كما تولت عدة مهام منها:
- رئيسة لجنة المرأة في الاتحاد العربي لحقوق الملكية الفكرية التابع للجامعة العربية.
- مندوبة لمركز دراسات المرأة العربية.
- مديرة لإذاعة (الفرات FM).
- رئيسة تجمع الأمل النسوي في العراق.
- مسؤولة اعلام لبعض منظمات المجتمع المدني. [1][8]

## وصلات خارجية
- انسجام الغراوي: عرفني الناس في قراءة نشرة الأخبار
- البرلمانية والإعلامية إنسجام الغراوي: لا أفكر في موضوع السياسة لأني أعتبر نفسي ممثلة عن المرأة